# William King Gregory
William King Gregory (Greenwich Village, 19 maggio 1876 – Woodstock, 29 dicembre 1970) è stato uno zoologo e morfologo statunitense, particolarmente apprezzato quale primatologo e paleontologo, specializzato in dentatura dei mammiferi, deciso sostenitore della teoria dell'evoluzione.

## La contingenza assoluta
A proposito del rapporto con mondi sconosciuti il lavoro di William King Gregory viene citato in un articolo di Loren Eiseley dove l'evoluzione è descritta in modo complesso. Il pensare alla possibilità della presenza dell'uomo altrove nell'universo è soltanto un sogno così come percepirlo suo re. L'uomo sulla Terra è una contingenza assoluta, total contingency nelle parole di Gregory. A tale proposito, continua l'articolo, è sufficiente pensare all'evoluzione non uniforme nel nostro pianeta. L'Australia rimase un universo sconosciuto fino a quando non iniziarono i viaggi dei grandi esploratori. In questo continente circondato dal mare la vita fu rappresentata inizialmente da alcune forme marsupiali e dal Mesozoico si ebbe una tranquilla evoluzione con l'invasione dall'esterno di mammiferi placentati. Nel pianeta Australia erano totalmente assenti i primati. In questo continente è possibile osservare soltanto una di un numero infinito di potenzialità casuali.